# Carla Zambelli
Pour les articles homonymes, voir Zambelli.
Carla Zambelli Salgado de Oliveira, née le 3 juillet 1980 à Ribeirão Preto (Brésil), est une femme politique d'extrême droite brésilienne, membre du Parti social-libéral (PSL) puis du Parti libéral (PL). Elle possède également la nationalité italienne.
Aux élections législatives de 2018, elle est élue députée fédérale de São Paulo. Condamnée pour cyberattaque en 2025, elle fuit le Brésil pour l'Italie.

## Biographie

### Carrière politique
Fondatrice du mouvement On the Streets, elle se fait connaître en militant en faveur de la destitution de la présidente Dilma Rousseff,.
Lors des élections législatives de 2018, elle est élue députée fédérale pour le PSL,. Elle déclare alors que sa ligne d'action à la Chambre des députés continuerait à être la lutte contre la corruption. Selon elle, cela se fera à travers trois piliers : « Moins d'État, plus de justice et une véritable éducation ».
Elle est contre la politique des quotas, sauf pour les personnes handicapées.
En avril 2022, elle déclare vouloir rassembler des soutiens pour que son collègue parlementaire Daniel Silveira (en) bénéficie d'une amnistie.
En juin 2025, Carla Zambelli quitte le Brésil pour l'Italie,, après avoir été condamnée par le Tribunal suprême fédéral à dix ans de prison pour avoir orchestré une cyberattaque contre le système électronique du Conseil national de justice en 2023. Son départ s'inscrit dans un mouvement plus large d'exil de figures conservatrices brésiliennes, qui dénoncent des persécutions judiciaires, incluant notamment Eduardo Bolsonaro, qui s'est installé aux États-Unis début 2025,. Elle demande un congé de son mandat parlementaire.

## Positionnement politique
Elle est positionnée à l'extrême droite,. En 2017, elle se déclare monarchiste, après avoir rencontré des membres de l'ancienne famille impériale brésilienne. Elle est contre la politique des quotas, sauf pour les personnes handicapées.

## Affaires judiciaires

### Diffamation contre Jean Wyllys
En 2018, Carla Zambelli est condamnée pour avoir accusé de pédophilie son opposant politique Jean Wyllys. Après le procès, elle organise un financement participatif destiné à ses partisans, refusant de payer personnellement les dommages et intérêts.

### Condamnation pour cyberattaque
En juin 2025, Carla Zambelli est condamnée par le Tribunal suprême fédéral à dix ans de prison pour avoir orchestré une cyberattaque contre le système électronique du Conseil national de justice en 2023. Cette condamnation l'oblige également à verser 2 millions de reais de dommages-intérêts. Selon le ministère public, elle aurait commandité au pirate informatique Walter Delgatti Neto (pt) la création d'un faux mandat d'arrêt contre un juge du Tribunal suprême. Suivant sa fuite du Brésil, le Parquet général brésilien demande son arrestation préventive, le gel de ses biens et une notice rouge d'Interpol.

### Arrestation pour diffamation d'un député
En juin 2017, Carla Zambelli est accusée de diffamation et placée en détention citoyenne par les députés Wadih Damous et Paulo Pimenta (en), après avoir affirmé qu'elle « travaillait, contrairement à eux, qui volaient ». Pimenta demande alors à la police du Parlement de l'escorter jusqu'au poste de police du Congrès,. Le député n'a cependant pas porté plainte contre Zambelli.

### Menace avec une arme à feu
En octobre 2022, moins d’un jour avant les élections législatives, Carla Zambelli pourchasse dans la rue un homme qui se dispute avec des amis au sujet de la politique. Elle pointe ensuite un pistolet sur lui et tire en l'air, poursuivant l'homme dans les rues et dans un bar. Elle lui crie de s'allonger sur le sol et le contraint à s'excuser. Elle affirme ensuite qu'il l'a agressée, bien que des vidéos contredisent cette version. Des députés de l'opposition demandent alors la révocation de son mandat, l'accusant d'avoir enfreint la loi fédérale qui interdit à quiconque de porter une arme à feu dans les 24 heures précédant toute élection nationale,. Elle fait l'objet d'une procédure judiciaire pour ces faits.

## Controverses

### Népotisme présumé
En septembre 2019, le magazine Veja rapporte que Carla Zambelli utilise son influence politique pour que son fils entre au collège militaire de Brasilia, sans avoir à passer par le processus de sélection. Elle affirme pour sa part avoir dû demander l'admission de son fils après avoir reçu des menaces. Interrogé, l'établissement scolaire a répondu que l'armée a le droit d'évaluer les cas « considérés comme spéciaux ».

### Covid-19
Le 30 mai 2020, lors de l'émission Brasil Urgente, Carla Zambelli affirme que des cercueils vides ont été enterrés dans l'État de Ceará, soi-disant pour tenter de gonfler les statistiques de décès dus à la pandémie de Covid-19. Il est démontré plus tard que la photographie mentionnée par la députée comme preuve avait été prise en 2017, dans l'État de São Paulo, et faisait partie d'une enquête sur un cas de fraude à l'assurance-vie. En réaction à ces affirmations, le gouvernement du Ceará déclare qu'il prendrait « les mesures judiciaires appropriées ».
Le 18 août 2020, le service de presse de Carla Zambelli annonce qu'elle a contracté le Covid-19 et qu'elle commence un traitement à l'hydroxychloroquine. Malgré ses effets secondaires négatifs potentiels sur la santé, Carla Zambelli fait l'éloge du médicament à plusieurs reprises et attribue le rétablissement de la Première dame Michelle Bolsonaro du Covid-19 à ce traitement.
Le 24 août 2020, Carla Zambelli est hospitalisée. Deux jours plus tard, elle affirme être guérie grâce à un traitement précoce à l'hydroxychloroquine. Cependant, le 28 août 2020, l’hôpital qui l’a admise nie qu’elle a contracté le Covid-19 mais affirme qu'elle est suivie dans l'établissement pour la maladie de l'endométriose. Après cette déclaration, elle affirme que son test Covid-19 était un faux positif. Elle supprime finalement le tweet dans lequel elle attribuait son rétablissement à l'utilisation de l'hydroxychloroquine.